# Leticia Iglesias
Leticia Iglesias García (Carballino, Orense, 27 de diciembre de 1979) es una periodista y presentadora de televisión española.

## Biografía
Es licenciada en Periodismo en la Universidad de Santiago de Compostela. Asimismo cursó un máster en Periodismo Audiovisual y se especializó en Economía y Finanzas por el Instituto de Empresa.
En cuanto a su carrera profesional, Iglesias comenzó su andadura haciendo prácticas en Televisión Española y Radio Galega para obtener su título de grado; aunque también pasó por los canales de televisión Expansión TV como corresponsal de la Bolsa de Madrid.
En 2004 se incorpora al Área de Economía de CNN+, donde compagina su trabajo de redacción con la presentación de Globoeconomía. Un año más tarde, en 2005, se incorporó a la edición nocturna de los informativos de CNN+ y seis años después, en junio de 2011, fue contratada por el grupo de comunicación Mediaset España para presentar la edición matinal de Informativos Telecinco. El 21 de noviembre de 2014, Iglesias deja Mediaset España, presentando su último informativo matinal en Telecinco tras ser nombrada directora de Comunicación de Coca-Cola.
El 31 de julio de 2017 regresó a Mediaset España, de nuevo a la edición matinal de Informativos Telecinco.
El 29 de diciembre de 2023 se despide del matinal de Informativos Telecinco para pasar a conducir desde el 20 de enero de 2024 y hasta el 15 de septiembre de 2024,las ediciones de fin de semana de Informativos Telecinco junto con David Cantero y José Ribagorda. 
Desde septiembre de 2024 es copresentadora de Informativos Telecinco Noche con Carlos Franganillo.

### Vida privada
El 29 de septiembre de 2012 contrajo matrimonio con Juan Tejón Borbón —nieto de Leandro de Borbón— en el Pazo de San Lorenzo, situado en Santiago de Compostela. Tiene tres hijos: Jacobo de 11 años, Marina de 9 años y Lúa de 4 años.

## Premios y nominaciones
- 2012 - Antena de Plata.[12]